# Ha Ha Clinton-Dix
Ha'Sean Treshon Clinton-Dix, conocido como Ha Ha Clinton-Dix (Orlando, Florida, Estados Unidos, 21 de diciembre de 1992) es un jugador profesional de fútbol americano de la National Football League que juega en el equipo Denver Broncos, en la posición de Safety.

## Carrera deportiva
Ha Ha Clinton-Dix proviene de la Universidad de Alabama y fue elegido en el Draft de la NFL de 2014, en la ronda número 1 con el puesto número 21 por el equipo Green Bay Packers.
Actualmente se encuentra en activo como jugador de los Denver Broncos.

## Estadísticas generales
| Tackles | Fumbles forzados | Intercepciones | Sacks |
| 92      | 1                | 1              | 2.0   |